# Famille Arcambal
La famille Arcambal est une famille subsistante qui a compté plusieurs hauts fonctionnaires au cours du XIXe siècle.
Elle tirerait ses origines du village d'Arcambal, dans le département du Lot, où elle s'est illustrée pour avoir donné de nombreux consuls de Cahors entre 1230 et 1307.

## Origine du nom
La famille Arcambal tirerait son nom du village d'Arcambal où elle possédait une borie au XIIIe siècle, alors famille enrichie par le négoce international,,.

## Personnalités
- Joseph Arcambal, receveur des Tailles de la Généralité du Puy en Velay.
- Jacques Philippe Arcambal (1761-1843), commissaire ordonnateur et inspecteur aux revues, fils du précédent[4]. Il aurait épousé Caroline-Anne de Palézieux dit Falconnet, et aurait un fils avec elle[5],[6].
- Hyacinthe François Arcambal, secrétaire général de l'administration de la Corse, directeur de l'administration des Etapes, chef du bureau des lois et archives au ministère de la guerre[7], Frère du précédent.
- Théobald Piscatory (1800-1870), fils du précédent, homme d'état et diplomates français, marié à Blanche Foy, qui eut une fille avec Dorothée de Courlande.
- Adélaïde-Joséphine Arcambal (1765-1841), fille de Joseph Arcambal, marié à André-François Miot de Mélito[8]. Rosalie Françoise Caliste Miot de Mélito est issue de ce mariage   elle épousa Jean-Baptiste Auguste Marie Jamin de Bermuy. Elle fut une des dames de compagnie de Julie Bonaparte.

## Pour approfondir